# Nouvelle synagogue de Miltenberg (1904-1938)
La synagogue de Miltenberg a été construite en 1904 et sera pillée et détruite par les nazis en 1938 lors de la nuit de Cristal durant laquelle la majorité des lieux de culte juif en Allemagne sera détruite ou saccagée.  
Miltenberg est une ville de l'État de Bavière, dans le district de Basse-Franconie, chef-lieu de l'arrondissement qui porte son nom.. Située sur les rives du Main à 60 km à l'est-sud-est de Darmstadt et à 65 km à l'ouest de Wurtzbourg, elle compte actuellement un peu plus de 9 000 habitants.

## Histoire de la communauté juive de Miltenberg

### Le Moyen Âge
Les Juifs habitent depuis le milieu du XIIIe siècle dans la ville de Miltenberg, qui jusqu'en 1803, appartient à l’archevêché de Mayence. Ils y vivent principalement du prêt d'argent et de la perception des droits de l’archevêque. Leur quartier est appelé la Judenstadt (ville des Juifs). Leur communauté est détruite lors des massacres antijuifs pendant la peste noire en 1348-1349. Les possessions des Juifs reviennent alors à l'archevêque.
Après les persécutions, vers 1383, il semble que de nouveau quelques Juifs se soient installés en ville. En 1429, il est fait état de quatre ou cinq familles juives vivant en ville. Les Juifs vivent alors en permanence sous la menace. Plusieurs maisons juives sont pillées et les hommes mis en prisons pour leur extorquer de l'argent. Le dernier document attestant de la présence juive au Moyen Âge à Miltenberg date de 1464. En 1631, un décret d'expulsion leur interdit de s'installer en ville. 

### Époque moderne avant le nazisme
Les Juifs se réinstallent en ville à partir du XVIIIe siècle, et leur nombre va croitre tout au long du XIXe siècle. En 1789, il y a neuf familles juives. En 1803, on compte 50 habitants juifs; leur nombre passe en 1837 à 70 (soit 2,3% de la population totale de la ville de 3 010 habitants); en 1867 à 76 (soit 2,4 % de 3 208 habitants); en 1880 à 109 (soit 3,0 % de 3 683 puis en 1900 à 106 Juifs (correspondant à 2,8 % des 3 802 résidents de la ville).   
En 1817, lors de la mise en place du recensement, obligeant les Juifs à prendre des noms d'origine germanique, on compte à Miltenberg 16 familles juives, vivant principalement du commerce de détail ou du négoce de chevaux et de bétail. Dans le village voisin d'Eichenbühl, distant d'à peine 6 kilomètres, trois familles juives vivent du négoce de bétail et à Umpfenbach, distant de 10 kilomètres, trois autres familles juives, dont une vit du commerce de bétail, et les deux autres du commerce de gros.   
En 1867, Ephraim Wolf devient enseignant de religion et chantre de la kombinierte israelitischen Schulgemeinde Miltenberg – Eichenbühl (Communauté scolaire israélite unique de Miltenberg – Eichenbühl).  
Jusqu'au milieu du XIXe siècle, la majorité des familles juives vivent encore du négoce de bétail et de chevaux, mais on trouve de plus en plus de petits commerçants dans l'habillement, la chaussure, les cigarettes. La communauté juive possède une synagogue, une école religieuse, un Mikve (bain rituel) et un cimetière. L'enseignant religieux est en même temps officiant à la synagogue, Hazzan (chantre) et Shohet (abatteur rituel).  La communauté est rattachée au rabbinat de district d'Aschaffenbourg.
Lors de la Première Guerre mondiale, deux Juifs nés à Miltenberg, mais résidant avant-guerre dans d'autres villes, meurent l'un au front et l'autre des suites de ses blessures.      
En 1925, la communauté compte 98 membres. Le conseil de la synagogue est présidé par Elias Fried et par Léopold Rothschild. Abraham Hess, l'enseignant, donne des cours d'instruction religieuse dans les écoles publiques à 17 enfants juifs. La communauté dispose de plusieurs associations caritatives: la Chewra Kadisha (société du dernier devoir) qui s'occupe des funérailles et de la charité; la Chewra Noschim, association des femmes, qui s'occupe de bienfaisance; une Ortsgruppe des Centralvereins deutscher Staatsbürger jüdischen Glaubens (branche locale de l'Association centrale des citoyens allemands de confession juive); et la Synagogenchorverein (Association du chœur de la synagogue), sous la direction de Leo Dahlheimer.
En 1932, le président de la communauté est Paul Liebreich assisté de Wohlgang Dahlheimer. Pour l'année scolaire 1932-1933, l'enseignant Abraham Hess enseigne encore à 17 élèves. Une bibliothèque scolaire a été créée pour ces élèves. 

### La période nazie
En 1933, à l'arrivée au pouvoir des nazis, la ville compte 99 personnes de religion juive, soit 2,1% de la population totale de la ville de 4 663 habitants. Très rapidement des mesures contre les Juifs sont prises tant au niveau national qu'au niveau local.
« Á la dernière réunion du conseil municipal à Miltenberg, il a été décidé que dans l'intérêt du maintien de la paix et de l'ordre, lors de la foire de la Saint-Michel du 2 au 9 septembre, qui a une excellente réputation dans tout le district, les commerçants et les magasins juifs ne seront pas autorisés. »
À la suite de la répression croissante et des conséquences du boycott économique, de nombreuses familles vont émigrer ou s'installer dans les grandes villes allemandes. En 1938 il reste encore 50 juifs, en 1939 ils ne sont plus que 35 et 16 en 1940. Au début de 1942, il n'y a plus que onze personnes juives. En avril et septembre 1942, les derniers juifs restés en ville sont déportés vers les camps d'extermination de l'Est et assassinés.  
Le mémorial de Yad Vashem de Jérusalem et le Gedenkbuch - Opfer der Verfolgung der Juden unter der nationalsozialistischen Gewaltherrschaft in Deutschland 1933-1945 (Livre commémoratif – Victimes des persécutions des Juifs sous la dictature nazie en Allemagne 1933-1945) répertorient 39 habitants nés, ou ayant vécu longtemps à Miltenberg parmi les victimes juives du nazisme.       

## L'enseignement religieux

### Les enseignants
L'enseignant de religion a changé très souvent à Miltenberg. De 1818 à 1938, hors certains enseignants qui ne sont restés que quelques mois, la communauté juive de Miltenberg a employé successivement: Löw Neumann (1818-1826), Leser (Lazarus) Oppenheimer (1826-1836), Mose Schloß (1839-1841), Wolf Strauß (appelé en 1844, pour enseigner probablement dans la ville voisine de Kleinheubach), Joseph Sachs (1845-1846) originaire de Rödelmaier, Levi Bergmann (1847-1848), Hajum Heinemann (1850-1859) de Poppenlauer, Salomon Heilmann (1860-1863) de Maßbach, Hirsch Hirsch (1864-1866), Ephraim Wolf (1866-1868), Samuel Adler (vers 1870), Simon M. Frießner (1871-1876) de Ermershausen, Samuel Massenbacher (1876-1891) ultérieurement enseignant à Niederwerrn, Salomo Stern (1891-1896) précédemment à Burgsinn, David Sonn (1897) de Theilheim, Marx Rosenbaum (1898-1906) originaire aussi de Thellheim, Max (Meier) Kissinger (1906-1907), Hermann Translateur (1907-1920) et Abraham Heß (1920-1938).  

### Établissement d'enseignement Abraham Hirsch
Abraham Hirsch, né en 1839 à Poppenlauer et décédé en 1885 à Burgpreppach, fait ses études à Haßfurt, Wurtzbourg puis à Berlin pour devenir rabbin. En 1864 il ouvre un établissement d'enseignement à Miltenberg. C'est une école préparatoire permettant aux élèves juifs de poursuivre une formation d'enseignant. Abraham Hirsch choisit Miltenberg, car son frère Hirsch Hirsch (né en 1831 à Poppenlauer) y est l'enseignant de religion. 
« Le 1er novembre de l'année dernière, M. Abraham Hirsch, le candidat rabbin originaire de  Poppenlauer, bien connu dans les cercles les plus larges comme un homme savant et laborieux, a ouvert un établissement d'enseignement pour les garçons de cet endroit qui déjà au premier semestre compte 30 élèves de 9 à 15 ans. En plus d'une formation approfondie en langue allemande, en géographie, histoire, calligraphie, mathématiques, sciences, dessin, chant, gymnastique, français et anglais, et pour ces deux dernières matières a été embauché en avril un Français ayant fait la majeure partie de ses études en Angleterre, les élèves juifs reçoivent une instruction approfondie spéciale en langue hébraïque, en Pentateuque avec les commandements de Dieu, dans les livres historiques et poétiques du canon [biblique], une bonne compréhension de la Mishna et à ce jour des leçons de Gémara ont été données à 7 élèves. »
Malheureusement Hirsch Hirsch décède le 3 août 1866 à Miltenberg du choléra, transmis par des soldats prussiens en cantonnement en ville. Après la mort de son frère, Abraham Hirsch décide en octobre 1866 de transférer l'école à Mainstockheim. Abraham Hirsch est assisté comme enseignant par le rabbin Immanuel Adler, originaire de Laudenbach et futur rabbin de Kitzingen. En 1875, Abraham Hirsch succède à son père comme rabbin de Burgpreppach où il ouvre une école de Talmud Torah, qu'il dirige avec succès jusqu'à sa mort le 19 novembre 1885.

## Histoire des synagogues

### La synagogue du Moyen Âge
Les murs de la synagogue médiévale sont encore préservés;"", ce qui en fait une des deux plus vieilles synagogues encore existantes en Allemagne. Construite entre 1290 et 1300, ses dimensions confirment que la communauté est alors petite. Située sur le versant nord du Schlossberg, elle est actuellement incorporée dans le site de la brasserie Kalt-Loch.  
Le complexe de la synagogue comprend aussi une synagogue pour les femmes, une cour, une cave, un couloir, un jardin et une fontaine. Dans la maison à côté d'elle, dénommée la maison Klepper loge le Shamash (bedeau de la synagogue). Vers 1400, la synagogue est probablement utilisée à nouveau par les familles juives. En 1461 l'archevêque de Mayence, Thierry d'Isembourg, offre le bâtiment au curé de la chapelle de la Mère-de-Dieu de Miltenberg. Celui-ci n'est plus à cette époque, et probablement depuis 1429, utilisé comme lieu de culte juif.
Ce n'est seulement le 10 janvier 1755 que la communauté juive de Miltenberg nouvellement reformée, peut racheter l'ancienne synagogue pour 310 florins. Jusqu'en 1851, le bâtiment, situé 199/201 Hauptstraße, sert de nouveau de centre liturgique de la communauté. En 1877, le bâtiment est vendu par la communauté juive.
Richard Krautheimer en fait une description précise en 1927: 
« La synagogue de Miltenberg est la plus petite des synagogues préservées du Moyen Âge. Elle mesure seulement intérieurement 9,20 m par 6,20 m, et extérieurement 11 m par 8 m. Deux voûtes croisées, à cinq ogives, couvrent la construction, sa hauteur maximale est d'environ 8 m…Le mur nord du bâtiment n'a pas de fenêtres, sur les autres côtés se trouvent deux étroites fenêtres en ogive avec des ébrasements profonds et un nez d'arc rentrant. A l'est se trouve en plus une fenêtre ronde au-dessus des deux fenêtres en ogive; Elle indique, contrairement à la tendance dominante de la pièce, la direction vers l'Est, vers l'Arche Sainte…Il est frappant de constater que les fenêtres sont brisées du côté sud, où les rochers se trouvent à environ 2 m du bâtiment alors qu'elles sont absentes côté nord. L'entrée se trouve à l'ouest, décalée vers la gauche, en dessous des deux fenêtres; la porte actuelle a été changée, peut-être en 1603: à cette époque a été ajoutée à l'ouest une petite pièce dont la porte est datée de 1603.
L'ancienne Arche Sainte qui se trouvait sur le mur Est, en dessous de la fenêtre ronde, se trouve maintenant dans la nouvelle synagogue [en 1927. Actuellement au musée de Miltenberg] . »

### La seconde synagogue (1851-1904)
La synagogue médiévale se trouve au milieu du XIXe siècle dans un état de délabrement avancé. Une réparation aurait alors coûté environ 300 florins. La communauté juive décide alors, après avoir récolté des fonds pour l'aménagement d'une synagogue auprès d'autres communautés, d'installer une salle de prière dans les bâtiments acquis en 1851 au 174 Riesengasse.

### La nouvelle synagogue (1904-1938)
Les plans pour la nouvelle synagogue remontent aux années 1880. En 1889 est fondée une association pour la construction d'une synagogue et d'un établissement scolaire. Jusqu'en 1895, 2 600 marks sont récoltés. En 1899 la communauté achète à la ville un terrain situé dans la Mainstraße. Grâce à de nombreux dons provenant principalement d'anciens Juifs de Miltenberg ayant émigré ainsi que des communautés juives voisines, la construction de la synagogue peut commencer. 
L'architecte de la ville, Ludwig Frosch est chargé en 1902 de planifier sa construction. Le projet est approuvé en mars 1903. Un mois plus tard, la construction commence, mais doit être interrompue en raison de problèmes techniques. Ludwig Hofmann (1862-1933) de Herborn, qui avait déjà construit l'église évangélique, l'école et la villa Gustav Jacob en 1896-1897, est alors nommé co-architecte. Ses modifications sont approuvées et la construction peut redémarrer à partir du 17 juin 1903. La pose de la pierre angulaire a lieu un mois plus tard, le 16 juillet 1903. Ludwig Frosch reste cependant responsable de chantier. 
« Il y a quelques semaines a commencé la construction d'une nouvelle synagogue avec un local scolaire et l'appartement de l'enseignant.  C'est grâce à l'activité sans relâche de l'association locale pour la construction de la synagogue, que peut être réalisé maintenant un lieu de culte digne. Tout cela promet d'être un beau bâtiment, qui constituera un ornement futur pour Miltenberg, et un honneur pour la communauté juive locale. »
« La collecte pour la construction de la synagogue de Miltenberg se monte pour la région du Palatinat à: dans le arrondissement de Durkheim 156,40 marks; dans l'arrondissement de  Kaiserslautern 65,20 marks; dans l'arrondissement de Landau 110,45 marks et dans l'arrondissement de Zweibrücken 85,55 marks; Soit une somme totale de 417,60 mark. »
Le 26 août 1904, les travaux de construction sont terminés et l'inauguration a lieu du 26 au 28 août 1904.  
« Inauguration de la synagogue; …Le vendredi 26 août, jour de la véritable inauguration, la communauté juive locale s'est rassemblée vers 13h45 de l'après-midi dans l'ancienne salle de prière pour y adresser une dernière fois leur prière au ciel. Le discours d'adieu, prononcé par Mr. le rabbin Dr. Wachenheimer pendant cet office était dans une tonalité chaude et joyeusement mélancolique. Après l'office, les rouleaux de Torah sous la supervision du rabbin, ainsi que les autres objets sacrés ont été amenés à la nouvelle maison de Dieu. Devant le portail de la nouvelle synagogue se tenait le conseil de la Communauté juive. Mr. S. Moritz prononça le discours officiel. Ensuite, la fille de Mr. Moritz remit les clefs au chef du district, Heinz. Le chef du district Heintz la remercia pour l'honneur qui lui est témoigné avec des paroles sincères. Mr le rabbin du district, Dr. Wachenheimer, reçu alors la clé des mains du chef du district et ouvrit la porte de la maison de Dieu au son de la fanfare et du grondement du canon. L'office de consécration qui commença alors, montra les belles performances du chantre et professeur, Mr. Rosenbaum, et du chœur de la synagogue formé par lui. Le véritable point fort de l'office de consécration fut le sermon de Mr le rabbin du district, Dr. Wachenheimer, qui dura plus d'une heure. Il parla des nombreux donateurs qui ont rendu des services exceptionnels à la maison de Dieu, et exprima sa reconnaissance au nom de la religion, puis expliqua alors de façon précise et détaillée, la vocation de la maison de Dieu, en retournant à son nom [hébraïque] Bet hakneset: maison de réunion. Un chœur final termina en beauté cette célébration édifiante.
Le samedi 27 au matin, à 9 heures, un autre office officiel a eu lieu pendant  lequel tous les messieurs présents furent appelés à la Torah…Toutes les autres festivités furent consacrées au plaisir… »
Le bâtiment rectangulaire en grès, à deux niveaux, avec toit en croupe mansardé et avant-corps central surélevé avec un toit pyramidal aplati a été réalisé en style historicisme. 
La synagogue est décrite en 1910 par Jakob Josef Schirmer: 
« La nouvelle construction...se compose d'un bâtiment avec un dôme, qui forme un temple spacieux avec une galerie pour les femmes et, à côté, dans un bâtiment scolaire sur deux niveaux, au rez-de-chaussée une salle de classe avec annexe, et au premier étage un bel appartement de service de trois chambres avec cuisine et débarras pour l'enseignant. Au sous-sol, où se trouvait auparavant l'ancienne fontaine des pêcheurs, on trouve la réserve à bois et la buanderie, il est également prévu, si besoin est, d'installer plus tard, un bain rituel. »
Pendant la Première Guerre mondiale, le toit en cuivre de la coupole de la synagogue est volontaire mis à disposition pour des fins militaires.

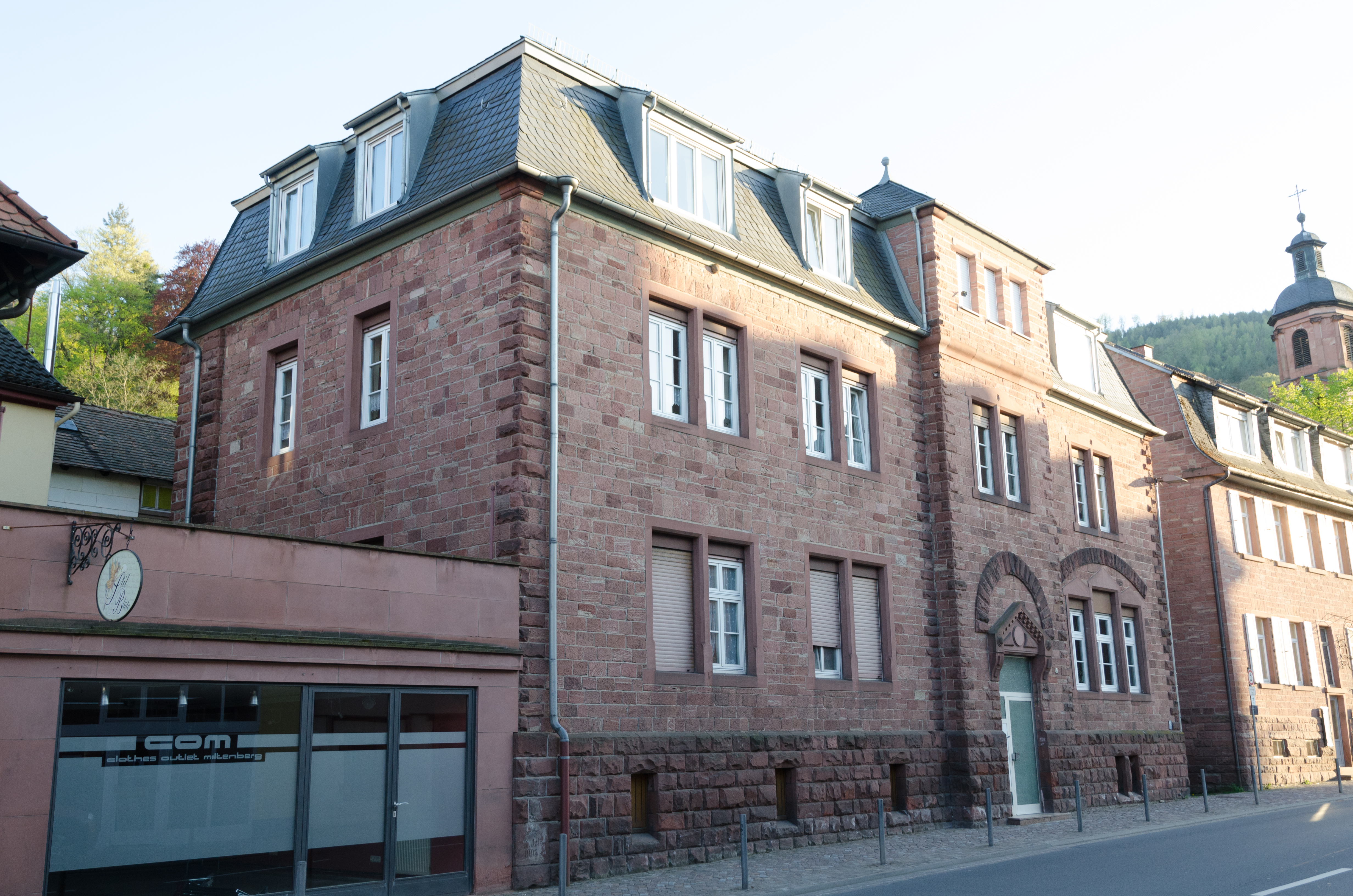
Le bâtiment remplaçant la synagogue détruite

Lors de la nuit de Cristal, du 9 au 10 novembre 1938, l'intérieur de la synagogue est pillé, saccagé et partiellement détruit. Le bourgmestre décide tout d'abord que le bâtiment doit être détruit en totalité pour faire place à un parking. Par la suite, seule la moitié Est du bâtiment sera détruite, tandis que la partie Ouest est conservée et transformée en bureaux puis en maison d'habitation, toujours existante de nos jours. 
Après la guerre, le bâtiment est restitué au JRSO (Jewish Restitution Successor Organization) qui s'occupe de la restitution des biens juifs spoliés par les nazis. Celui-ci le vend à la ville le 1er janvier 1953. Le bâtiment va servir alors pour différents services administratifs, la gendarmerie, l'agence pour l'emploi, le Conseil régional de la jeunesse et des organisations syndicales, avant de faire l'objet en 1967 d'une vente publique au privé.  
Aucune plaque commémorative ou explicative n'est apposée sur ou à proximité des restes de l'ancienne synagogue.